# 塔拉斯高原鰍
塔拉斯高原鰍（學名：Triplophysa paradoxa）為輻鰭魚綱鯉形目條鰍科高原鰍屬的其中一種。被IUCN列為瀕危保育類動物，分布於亞洲吉爾吉斯塔拉斯河流域，體長可達7.3公分，棲息在溪流底層水域，生活習性不明。

## 扩展阅读
維基物種上的相關：塔拉斯高原鰍